# Matthew Lawrence
Matthew William Lawrence (Abington, 11 febbraio 1980) è un attore statunitense.
Conosciuto anche come Matt Lawrence, è il fratello degli attori Joey e Andrew Lawrence.
Ha cominciato a recitare nella prima parte degli anni ottanta, divenendo rinomato come attore ancora giovanissimo, nella prima parte degli anni novanta.
È apparso in numerose produzioni, tra cui Mrs. Doubtfire - Mammo per sempre (1993) con Robin Williams, Angeli alla meta (1997), in cui ha affiancato un giovanissimo David Gallagher, nonché serie televisive quali Superhuman Samurai, Una famiglia a tutto gas e Crescere, che fatica!.
Ha recitato con Rob Schneider in Hot Chick - Una bionda esplosiva.

## Filmografia

### Cinema
- Un biglietto in due (Planes, Trains and Automobiles), regia di John Hughes (1987)
- Pulse - Scossa mortale (Pulse) (1988)
- I delitti del gatto nero (Tales from the Darkside: The Movie) (Creepshow 3) (1990)
- Mrs. Doubtfire - Mammo per sempre (Mrs. Doubtfire), regia di Chris Columbus (1993)
- College femminile (Strike!) (1998)
- Family Tree (1999)
- Una vacanza di tutto lavoro (Horse Sense) - film TV (1999)
- Big Monster on Campus (2000)
- Glow (2000)
- Cheats (2002)
- Hot Chick - Una bionda esplosiva (The Hot Chick) (2002)
- Monster Night (2006)
- Il peggior allenatore del mondo (The Comebacks), regia di Tom Brady (2007)
- Trucker (2008)
- Creature of Darkness (2009)
- Fort McCoy (2010)
- Of Silence (2011)
- Le bugie scorrono nel sangue (Psycho Granny), regia di Rebekah Mckendry (2019)

### Televisione
- Il cuore di Joshua (Joshua's Heart) – film TV (1990)
- Walter & Emily – serie TV, 13 episodi (1991-1992)
- Il volto confuso di mio padre (With a Vengeance) – film TV (1992)
- Superhuman Samurai (Superhuman Samurai Syber-Squad) – serie TV, 54 episodi (1994-1995)
- Fuga verso la frontiera (Brothers of the Frontier) – film TV (1996)
- Una famiglia a tutto gas (Brotherly Love) – serie TV, 40 episodi (1995-1997)
- Angeli alla meta (Angels in the Endzone) – film TV (1997)
- Crescere, che fatica! (Boy Meets World) – serie TV, 68 episodi (1997-2000)
- Diavolo in prova (H-E Double Hockey Sticks) – film TV (1999)
- Girl Band – film TV (2000)
- In vacanza con i pirati (Jumping Ship), regia di Michael Lange – film TV (2001)
- CSI: Miami – serie TV, episodio 2x03 (2003)
- Boston Public – serie TV, episodio 4x14 (2004)
- Melissa & Joey – serie TV, 4 episodi (2011-2014)
- Zeus - Una Pasqua da cani (The Dog Who Saved Easter) – film TV (2014)
- NCIS - Unità anticrimine (NCIS) – serie TV, episodio 22x05 (2024)

## Doppiatori italiani
- Stefano Crescentini in Una famiglia a tutto gas, Hot Chick - Una bionda esplosiva, Il peggior allenatore del mondo
- Alessandro Tiberi in Una vacanza di tutto... lavoro, Crescere, che fatica!, I delitti del gatto nero
- George Castiglia in Mrs. Doubtfire - Mammo per sempre
- Marco Vivio in CSI: Miami
- Nanni Baldini in Zeus - Una Pasqua da cani
- Davide Garbolino in Superhuman Samurai